# Herpèsvirus humain type 7
L’herpèsvirus humain de type 7 est un virus de la famille des Herpesviridae, plus précisément de la sous-famille des Betaherpesviridae. Découvert récemment, ce virus reste à ce jour assez méconnu, à tel point qu’on a toujours de la difficulté à lui associer une pathologie spécifique.

## Découverte
Tout d’abord isolé en 1986, ce virus a été réellement caractérisé en 1990 par Frenkel et aldans leur laboratoire de pathologie viral aux États-Unis. HHV-7 a été isolé de cellules CD4+ (comme les lymphocytes T) retrouvées au niveau de la salive d’individus adultes en parfaite santé. Cette découverte a suscité des recherches au niveau de l’association de pathologies sans cause précise et ce virus orphelin.

## Séroprévalence
Tout comme le HHV-6, le HHV-7 se transmet tout d’abord de la mère à l’enfant pendant la grossesse, conférant une immunité à ce micro-organisme pour une durée de 6 mois. Cette protection se reformera due aux multiples infections (asymptomatiques ou non) à HHV-7 qui finira par résulter d’une séropositivité à HHV-7  de plus de 90 % chez la population mondiale adulte.

## Tropisme
Le récepteur CD4 est une composante essentielle de l’activité infectieuse de HHV-7. En effet, un lymphocyte T infecté à HHV-7 diminuera son expression de CD4. De plus, si on injecte un anticorps monoclonal dirigé contre CD4, l’infection à ce virus est grandement diminuée. Finalement, le tropisme de HHV-7 est d’autant plus clarifié par l’interférence avec l’infection à VIH et l’utilisation de molécules diminuant la fonctionnalité du CD4.

## Transmission et persistance
La transmission du HHV-7 se fait de façon horizontale, généralement par les sécrétions orales (salive). Le virus est retrouvé de façon ubiquitaire, rendant difficile l’association de symptômes particuliers et de l’infection à HHV-7. Le site le plus important de production et de persistance du HHV-7 se trouve au niveau des glandes salivaires (plus principalement la glande submandibulaire), des régions de l’oropharynx et des cellules mononuclées sanguines. On peut aussi retrouver ce virus aux niveaux des amygdales, des ganglions lymphatiques et de la moelle épinière. D’autres traces du HHV-7 ont été identifiées au niveau du foie, de l’estomac, des reins et aussi au niveau vaginal, suggérant une transmission sexuelle possible de ce virus. 
La transmission directe entre cellules lymphoïdes CD4+ est la méthode la plus efficace pour la propagation de ce micro-organisme.

## Structure et génome
Le génome de l’herpèsvirus de type 7 contient 144 861 paires de base. 
Le génome du HHV-7 s’apparente beaucoup à celui du HHV-6 : ils possèdent une organisation génomique semblable et ils présentent une composante unique, appelée U, qui est reliée par deux répétitions directes, DRL et DRR. La longueur de U est de 133 kpb, et de 6 kpb pour les DRs. Le fragment DRL-U-DRR est présent uniquement dans ses deux herpèsvirus chez les humains. La variation génomique entre HHV-6 et HHV-7 a été réalisée par des analyses d’hybridation d’enzyme de restriction, par du séquençage de nucléotide et par interactions d’anticorps monoclonaux.
Un motif commun qui est semblable  aux séquences télomériques humaines (GGGTTA)n a été identifié à la fin du génome de HHV-7. À gauche du génome, on retrouve une séquence consensus homologue à tous les herpèsvirus, pac1, servant au clivage du génome et à son encapsidation. Cette séquence est suivie de motifs courts répétés de séquences télomériques, séparées par des brins uniques de 6 pb répétés. Tout ceci est contenu entre la terminaison gauche du génome et la jonction DRL-U, tandis qu’à la terminaison droite du génome, on retrouve un second signal d’empaquetage, pac-2, lui aussi contenu entre la terminaison de l’ADN et le DR-U, mais cette fois-ci à la droite du génome. Le pac-2 présente, comme pac-1, des coupures par des fragments d’ADN de 6 pb ou de 14pb. Ce dernier site est particulièrement important pour différencier HHV-6 et HHV-7(voir plus bas, Liens existants entre HHV-6 et HHV-7). Les séquences télomériques sont retrouvées au niveau de l’ORF H1 (qui est probablement un exon).
Le génome entier du HHV-7 (lignée JI) a été identifié R.Ruvolo et al  par chevauchement de fragments génomiques obtenus par enzymes de restriction.
Le HHV-7 présente un haut taux de conservation des gènes qui codent les protéines et les fragments qui composent sa différence. La réplication de l’ADN viral est propre à chaque sous-groupe d’herpèsvirus. Les glycoprotéines sont encodées de la même façon par les alphaherpesvirinae, les betaherpesvirinae ainsi que le gammaherpesvirinae. Ainsi, le HHV-7 possède lui aussi les gènes très bien conservés qui codent les glycoprotéines G, H, L et M.   
Les éléments de traduction sont encodés par l’ORF US22. Les ORF U5/7 pourraient coder des fonctions de régulation uniques à HHV-7, mais rien à ce sujet n’a été encore établi.

### Glycoprotéine B
La glycoprotéine B(Gb) est impliquée dans le mécanisme de liaison cellule-cible/virus, et ce dans tous les herpèsvirus. Ce qui distingue la liaison du HHV-7, c’est que la gB se lie spécifiquement à l’héparane sulfate, un protéoglycan cellulaire essentiel pour infecter les cellules CD4+.

### Polymorphisme
Il existe différents allèles pour les gènes de la glycoprotéine B, la phosphoprotéine p100 ainsi que pour la protéine majeure de la capside. Ces combinaisons ont permis d’établir une dizaine de variants (de Co1 à Co12) qui se retrouveront en concentrations différentes à travers le monde.

### Lignées
Il existe plusieurs lignées différentes de HHV-7, dont la lignée JI, MUK et RK.

## Cycle de réplication, latence et réactivation
Le HHV-7 persiste tout au long de la vie. Dans un système in vitro, la réactivation de HHV-7 s’est fait à partir de cellules sanguines mononucléaires périphériques par l’activation de lymphocytes T.
La transplantation d’organe (exemple du foie, des reins et de la moelle osseuse) est une forme de réactivation de HHV-7 extrêmement grave, puisqu’elle occasionne une pathologie dans un hôte immunodéprimé. 

## Mécanismes d’induction de mort cellulaire
Toujours in vitro, il a été démontré que le HHV-7 possèdent deux mécanismes différents pour induire la mort cellulaire à son hôte : soit par lyse nécrotique pour les cellules infectées ou par la non-productivité de cellules infectées (apoptose).  
La lyse nécrotique implique la mort cellulaire de la cellule infectée. Cette voie de mort cellulaire est induite par la formation de syncitium gigantesques multinucléaires. Ces amas cellulaires contiennent un nombre élevé de virions qui, une fois relâchés du cytoplasme, lyse la cellule.
Le HHV-7 peut affecter les mécanismes de l’apoptose majoritairement dans des cellules seules (i.e. non-infectées), qui sont présentes près de cellules infectées et qui démontrent des caractéristiques de non-viabilité (morphologie apoptotique). En utilisant un inhibiteur de l’ADN polymérase spécifique à HHV-7, l’induction de la mort cellulaire programmée a été aussi inhibée, accordant une certaine crédibilité au HHV-7 quant à son rôle dans l’apoptose de cellules non-infectées.

## Pathologies associées

### Pityriasis rosea
L’association pityriasis rosea (PR) et HHV-7 est encore controversée malgré des faits bien établis : ce virus est retrouvé dans le plasma et les cellules sanguines ainsi que dans les lésions cutanées de patients infectés par PR. Le problème majeur reste la séroprévalence élevée chez la majorité des individus, car le taux d’anticorps anti-HHV-7 ne peut pas être considéré comme un élément de réponse.

### Exanthème subit
Dans une étude clinique mené par, entre autres, le département de virologie de 
l’Université d’Osaka (Japon), il a été démontré que dans le cas d’un enfant qui n’avait pas d’historique d’exanthème subit et qui ne présentait aucun anticorps à HHV-6, il y avait une séroconversion vers HHV-7. Cette expérience n’a pas été testée sur beaucoup de patients mais la plupart des enfants, bagage immunologique adéquat ou non, manifestaient les symptômes de cette pathologie.

### Lichen plan
L’ADN de HHV-7 a été retrouvé en grande proportion dans les lésions de cette 
maladie, ainsi qu’une diminution des protéines herpétiques pendant la rémission. 
Le lien entre le lichen plan et HHV-7 demande par contre une investigation clinique.

## Liens existants entre HHV-6 et HHV-7
Tout d’abord, le lien le plus évident est le tropisme de ces deux virus : tous deux préfèrent de loin les lymphocytes T. Au niveau génomique, les séquences répétées télomériques sont, de l’extrémité gauche du génome, très semblables, mais plus courtes dans le HHV-7. La meilleure façon de différencier ces deux génomes est par l’extrémité droite, ou le HHV-6 lui, présente des séquences télomériques beaucoup plus simples que le HHV-7.
Les différences aux niveaux des ORFs (open reading frame) entre HHV-6 et HHV-7 se trouvent au niveau des séquences U5-U7, U22, U78, U96 et U97 pour le HHV-6, qui correspondent aux ORFs suivants chez HHV-7 : U5-U7, U55A/B et H7.
Pour ce qui est du diagnostic, le HHV-6 et le HHV-7 peuvent être différenciés par technique d’immunofluorescence et par PCR.